# تیتانیم تترایدید
تیتانیم تترایدید (به انگلیسی: Titanium tetraiodide) با فرمول شیمیایی TiI۴ یک ترکیب شیمیایی با شناسه پاب‌کم ۱۱۱۳۲۸ است. که جرم مولی آن 555.485 g/mol می‌باشد. شکل ظاهری این ترکیب، قرمز-بلورهای قهوه‌ای است.